# Ню Хановър (окръг, Северна Каролина)
Окръг Ню Хановър (на английски: New Hanover County) е окръг в щата Северна Каролина, Съединени американски щати. Площта му е 850 km², а населението – 223 483 души (2016). Административен център е град Уилмингтън.